# Фейрбенкс-Ранч (Каліфорнія)
Фейрбенкс-Ранч (англ. Fairbanks Ranch) — переписна місцевість (CDP) в США, в окрузі Сан-Дієго штату Каліфорнія. Населення — 3002 особи (2020).

## Географія
Фейрбенкс-Ранч розташований за координатами 32°59′30″ пн. ш. 117°11′12″ зх. д. / 32.99167° пн. ш. 117.18667° зх. д. (32.991596, -117.186611).  За даними Бюро перепису населення США в 2010 році переписна місцевість мала площу 13,16 км², з яких 13,14 км² — суходіл та 0,01 км² — водойми.

## Демографія
Згідно з переписом 2010 року, у переписній місцевості мешкало 3148 осіб у 1099 домогосподарствах у складі 958 родин. Густота населення становила 239 осіб/км².  Було 1218 помешкань (93/км²).
Расовий склад населення:
| - 88,3 % — білих - 6,6 % — азіатів - 0,8 % — чорних або афроамериканців - 0,2 % — корінних американців - 0,1 % — вихідців з тихоокеанських островів - 1,1 % — осіб інших рас |

До двох чи більше рас належало 2,9 %. Частка іспаномовних становила 7,1 % від усіх жителів.
За віковим діапазоном населення розподілялося таким чином: 24,1 % — особи молодші 18 років, 58,2 % — особи у віці 18—64 років, 17,7 % — особи у віці 65 років та старші. Медіана віку мешканця становила 49,4 року. На 100 осіб жіночої статі у переписній місцевості припадало 94,7 чоловіків;  на 100 жінок у віці від 18 років та старших — 93,6 чоловіків також старших 18 років.
Середній дохід на одне домашнє господарство  становив 186 457 доларів США (медіана — 132 740), а середній дохід на одну сім'ю — 202 333 долари (медіана — 151 750). За межею бідності перебувало 3,9 % осіб, у тому числі 0,0 % дітей у віці до 18 років та 2,2 % осіб у віці 65 років та старших.
Цивільне працевлаштоване населення становило 914 особи. Основні галузі зайнятості: науковці, спеціалісти, менеджери — 20,2 %, виробництво — 16,5 %, освіта, охорона здоров'я та соціальна допомога — 12,4 %, фінанси, страхування та нерухомість — 12,0 %.